# Gordon Adam (Politiker)
Gordon Adam (* 28. März 1934 in Carlisle) ist ein britischer Politiker der Labour Party.

## Leben
Adam besuchte die Carlisle Grammar School und studierte an der University of Leeds Bergbau. Von 1979 bis 2004 war Adam mit kurzer Unterbrechung Abgeordneter im Europäischen Parlament.